# Oemopteryx vanduzeea
Oemopteryx vanduzeea är en bäcksländeart som först beskrevs av Peter Walter Claassen 1937.  Oemopteryx vanduzeea ingår i släktet Oemopteryx och familjen vingbandbäcksländor. Inga underarter finns listade i Catalogue of Life.